# Lords of Chaos (llibre)
Lords of Chaos: The Bloody Rise of the Satanic Metal Underground és un llibre de Michael Moynihan i Didrik Søderlind, en el qual es relata l'escena dels inicis del black metal noruec, enfocant-se en els successos al voltant de la crema d'esglésies i els assassinats ocorreguts al país als voltants de 1993. Una adaptació cinematogràfica del llibre seria dirigida pel director suec Jonas Åkerlund l'any 2018. El llibre ha estat subjecte de gran controvèrsia a causa de les simpaties polítiques de l'autor Michael Moynihan, tot i que Moynihan ha denegat tals al·legacions.

## Història de la publicació
Lords of Chaos fou publicat originalment per Feral House el 1998 (ISBN 0-922915-48-2). Una segona edició es publicaria el 2003 expandint el llibre original amb cinquanta pàgines més (ISBN 0-922915-94-6). I una edició alemanya va ser publicada el 2002 amb la seva respectiva revisió de l'edició del 2005 (ISBN 3-936878-00-5). En castellà seria publicat per Es Pop Ediciones (ISBN 978-84-940298-4-4) amb 230 il·lustracions.

## Resum
El llibre se centra en l'escena al voltant del heavy metal extrem i el subgènere black metal a Noruega entre els anys 1990 i 1993. Els primers capítols mostren la progressió de les bandes de heavy metal des de Black Sabbath, Coven i Black Widow fins al proto-black metal de bandes com Bathory, Mercyful Fate, Celtic Frost, Sarcófago, Hellhammer i Venom, per acabar en els orígens del black metal norueg de bandes com Mayhem.
El llibre llavors detalla el suïcidi de Per Yngve "Dead" Ohlin l'abril 1991, el qual era cantant i cara visible de Mayhem, i de com la formació es radicalitzaria dins de l'"inner circle" al voltant de la figura de Øystein "Euronymous" Aarseth, basant-se en la seva petita botiga de música black metal anomenada Helvete (en noruec "infern") situada a Oslo (Noruega).
El 1992 i 1993, membres de l'escena tingueren connexió amb una sèrie de crims, començant per l'incendi de l'Església de Fantoft el 6 de juny de 1992, a més d'altres mencions com "un petit foc a lEsglésia de Storeveit". La crema d'esglésies continuaren però en evident declivi a partir de 1995. A la coberta original del llibre estrià com a imatge la crema "d'una esglècia de Suència del segle XIX".
En una entrevista a un diari noruec donada pel fundador de Burzum Varg "Count Grishnackh" Vikernes, també membre del grup d'Helvete, aquest provocà els mitjans de comunicació cap a una campanya de condemna contra els incendis com a actes de Satanisme. El 21 d'agost de 1992, Bård "Faust" Eithun de la banda Emperador va assassinar un home homosexual al Parc Olímpic de Lillehammer. I subsegüentment seria condemnat per aquest delicte i sentenciat a 14 anys de presó (dels quals en va complir nou en ser alliberat el 2003). El 10 d'agost de 1993, Aarseth va ser assassinat per Vikernes, qui va rebre una condemna de 21 anys per l'assassinat i diversos casos d'incendis i cremes d'esglésies amb els que va ser relacionat.
El llibre també esmenta altres casos d'assassinats satànics, com el de Sandro Beyer per membres d'una banda alemanya de black metal nacionalsocialista, Absurd i Caleb Fairley dels EUA. També dedica diverses pàgines al cas d'una autoanomenada milícia d'adolescents "Lords of Chaos" que perpetrà assassomats i incendis a Fort Myers (Florida) l'abril de 1996, però no s'esmenta per què "Lords of Chaos" és justament també el títol triat pel llibre.
Diversos passatges d'una entrevista amb Varg Vikernes també van apareixent al llarg del llibre en diverses seccions. Però Vikernes negà a Burzum.org haver usat el terme Nazi per definir-se a ell mateix; tot i que fou ambigu amb les seves declaracions.
En una entrevista amb Vikernes sobre el fundador Nasjonal Samling anomenat Vidkun Quisling, executat el 1945 per altra traïció pel govern de Noruega després de l'ocupació nazi del país, seria la principal prova d'admiració de Vikernes cap aquest personatge, i la prova del rumor que Quisling tindria influència en certes corrents del black metal noruec.
El llibre presenta altres entrevistes amb Anton LaVey, fundador de l'Església de Satan, Tomas "Samoth" Haugen d'Emperor, i Dani Filth de Cradle of Filth. Filth declarà l'existència d'una "Satanic Gestapo", quan ell contà sobre l'incident on aparentment fou atacat a l'escenari amb un ganivet (que ell declarà que hauria pogut estar apunyalat) durant un concert a Alemanya.
Els autors desenvolupant la seva pròpia tesi i raonament de la música extrema, els incendis i els casos d'homicidi, interpretant aquests esdeveniments amb una aparença d'arquetic odinista. Amb aquesta visió, citen al psicòleg Carl Jung i també l'estudi Pathological firesetting de l'any 1951.

El Satanisme i l'etenisme del que descendeix són el producte d'arquetips psiques diferenciades de nacions i gent, i emeregeixen del mateix "ocultisme" o fonts místiques del mateix nacionalisme. El Nacionalisme és la manifestació política inconscient del poble, l'etenisme i el satanisme en són la seva manifestació espiritual.

El llibre va més enllà i compara la comissió d'aquests delictes amb un sentiment apocalíptic del relat nòrdic de Ragnarök, però afirma que ni els seguidors del black metal ni "els seus aliats ocasionals, els revolucionaris de dretes" poden haver trobat "el fusible del polvorí del ressentiment alienat que hi ha darrere de la façana de la civilització del segle XX", però que aquest "polvorí" existeix tanmateix.

## Reacció crítica
Les ressenyes de Lords of Chaos han sigut molt dispars, amb diversos crítics que elogien el llibre per oferir una visió informativa o almenys interessant sobre una subcultura relativament obscura, i fins i tot el llibre va guanyar el 1998 Firecracker Alternative Press Award. La seva publicació de vegades va ser criticada per la percepció de manca de distància cap a la seva temàtica. Això es va considerar especialment alarmant per a grups i figures que havien acusat Moynihan de simpaties amb l'extrema dreta acusacions que Moynihan ha negat.
La revista alemanya en línia Telepolis va qüestionar la neutralitat de Moynihan cap a les ideologies retratades al llibre, ja que deixa diverses declaracions racistes i d'extrema dreta de persones entrevistades com Vikernes sense comentar i sense criticar. Les preguntes de l’autor durant aquestes entrevistes s'assenyalen, de vegades, que s'assemblen a “donar senyals”.
Tot i que un crític del diari alemany d’orientació a l'esquerra Die Tageszeitung no apreciava que Moynihan guanyés royalties per les vendes de Lords of Chaos, encara el va anomenar "el llibre de no-ficció més emocionant des de l'Antic Testament". El televangelista Bob Larson va afirmar que ell i Moynihan eren "pols separats espiritualment i filosòficament", però que respectava el llibre com un "recurs exhaustiu pel que fa al vessant escrupolós i satànic de la música i la cultura pop".
El periodista Kevin Coogan va escriure un assaig titulat "How Black Is Black Metal?" en què discuteix diverses de les idees que es pretenen a Lords of Chaos. Coogan considerà que les creences polítiques personals de Moynihan "funcionen just per sota de la superfície d'un text aparentment dedicat exclusivament a analitzar una subcultura musical extremista" i, en última instància, contraresta la tesi apocalíptica del llibre amb la conclusió que la connexió black metal i feixisme penja en gran manera "sobre un prim fil evidencial", concretament el cas de Varg Vikernes, que havia mostrat tendències extremistes molt abans d'entrar en escena. Coogan afirma que Moynihan és "un extremista dretà la fusió de la qual de la política i la violència estètica conforma un subcorrent no tan ocult que recorre tot el (llibre de) LOC". Coogan escriu que el llibre mateix:
... no és un tractat "feixista" en el sentit estricte del terme, en part perquè Moynihan va coescriure el llibre amb Didrik Søderlind, un antic crític musical d'un diari noruec tradicional que ara és (a partir del 2005) editor a Playboy. A més, l'editor de Feral House, Adam Parfrey, volia publicar un llibre sobre l'estrany univers del black metal en lloc d’una polèmica política.

Moynihan, al seu torn, ha negat les acusacions de Coogan.
Varg Vikernes, un dels focus principals del llibre, ha criticat el llibre. Vikernes afirma que els autors de Lords of Chaos no tenen "cap coneixement ni tan sols un bon coneixement sobre els temes discutits" i "no entenen ni una mica de què tractava el Black Metal el 1991 i el 1992" i que "han aconseguit omplir el caps d'una generació de fanàtics del metall amb mentides".

## Adaptació
Una adaptació de llargmetratge del 2018 dirigida per Jonas Åkerlund es va estrenar al Sundance Film Festival 2018 el 23 de gener de 2018 a Park City, Utah. Protagonitzada Rory Culkin (germà de Macaulay Culkin) i Emory Cohen en els papers d'Euronymous i Varg Vikernes respectivament. Jack Kilmer, Anthony De La Torre i Jonathan Barnwell, fan els papers de Hellhammer i Necrobutcher de la banda Mayhem. El repartiment també inclou Sky Ferreira, Valter Skarsgård i Lucian Charles Collier.